# نادي الملياردير للبنين (فلم)
نادي الملياردير للبنين (بالإنجليزية: Billionaire Boys) فيلم سيرة ذاتية، دراما، وتشويق وإثارة أمريكي للمخرج جيمس كوكس عام 2018. الفيلم من بطولة أنسل إلغورت، تارون إجيرتون، إيما روبرتس، كيفين سبيسي، جيريمي إيرفين، توماس كوكويريل، روزانا أركيت، كاري إلويس، وجود نيلسون. تدور أحداث الفيلم مع مجموعة من المراهقين الأثرياء الذين تورطوا في مخطط بونزي (نظام بيع هرمي واحتيال، يجذب المستثمرين بتقديم الوعود لتحقيق عائد كبير دون مخاطر) جنوب كاليفورنيا خلال الثمانينيات، وقتل في نهاية المطاف. تم تحويل القصة سابقًا إلى فيلم تلفزيوني في عام 1987.
أعلن عن الفيلم عام 2010 وتم تصويره عام 2015، والفيلم هو آخر الأعمال التي صورها سبيسي قبل مزاعم سوء السلوك الجنسي ضده في عام 2017، وقد أثرت الاتهامات بشكل مباشر على خطط إصدار الفيلم وتسويقه. تم إصدار الفيلم في الولايات المتحدة من خلال "الفيديو عند الطلب" في 17 يوليو 2018، قبل أن تقوم شركة فيرتكال للترفيه بإصدار محدود في 17 أغسطس 2018، وكان فشلًا تجاريًا. كان الافتتاح المحلي لشباك التذاكر في عطلة نهاية الأسبوع بقيمة 618 دولارًا أمريكيًا هو الأقل في مسيرة سبيسي المهنية. انتقد النقاد الفيلم، على الرغم من الإشادة بأداء سبيسي.
منح موقع قاعدة بيانات الأفلام على الإنترنت (IMDB) الفيلم درجة 5.6/ 10.
منح موقع قاعدة بيانات الأفلام العربية "السينما.كوم" الفيلم درجة 3.9/ 10.

## طاقم التمثيل
أنسيل إلغورت: في دور جو هانت (قائد المجموعة وخبير مالي)
تارون إجيرتون: في دور دين كارني (زميله في المدرسة وحليفه في بي بي سي)
إيما روبرتس: في دور سيدني إيفانز (حبيبة هانت)
كيفن سبيسي: في دور رون ليفين (أكبر المقامرين في بيفرلي هيلز)
ريان روتمان: في دور سكوت بيلتمور (شقيق كايل التوأم)
جيريمي إيرفين: في دور كايل بيلتمور (شقيق سكوت التوأم)
توماس كوكيريل: في دور تشارلي بوتومز
بوكيم وودبين: في دور تيم بيتمان (الحارس المشارك في أعمال النادي)
بارني هاريس: في دور رضا "إيزي" إسلامينيا (نجل الفارسي وعضو نادي الملياردير للبنين)
وليد زعيتر: في دور الفارسي (الاسم الحقيقي هداية الإسلام)، والد إيزي
سوكي ووترهاوس: في دور كوينتانا "كيو" بيسيت (حبيبة كارني)
بيلي لورد: في دور روزانا ريتشي (حبيبة بيلتمور)
جود نيلسون: في دور ريان هانت (والد جو)
موريس جونسون: في دور مخبر
بيلي سلوتر: في دور مسؤول قروض
روزانا أركيت: في دور ديبي إيفانز ، والدة سيدني
كاري الويس: في دور آندي وارهول
جاستن أرنولد: في دور كارتر
مارك ماني: في دور الدكتور مارك ماني جونيور
كارمن إيلان: في دور زوجة الفارسي 

## ملخص أحداث الفيلم
يلتقى دين كارني (تارون إجيرتون) بجو هانت (أنسيل إلغورت) في مدرسة هارفارد الخاصة للبنين في لوس أنجلوس، حيث كان الأخير في منحة دراسية كاملة. لم ينسجم هانت أبدًا مع أبناء كبار رجال الأعمال هناك، ولكن من الواضح أنه كان متوافقًا بشكل جيد مع كارني لدرجة أنه عندما التقيا بعد سنوات عديدة وبدا أن هانت لديه بعض الأفكار التجارية المربحة، رتب كارني لإعادته إلى الدائرة الاجتماعية القديمة. يدعو كارني صديقه القديم لحفل تنكري يقيمه أحد زملائهم القدامى في الصف في النادي الليلي "سباجو". تسيطر على هانت فكرة عبقرية للاستثمار في الذهب، وينتهي الأمر بالحصول على بعض المال لتمويل هذا المشروع. ويعمل بشكل جيد لفترة قصيرة قبل أن ينهار استثماره، وسرعان ما يقتنع ثلاثة من الأغبياء الأغنياء بالانضمام إلى شركة "كارني - هانت" الاستثمارية، ووضع أموالهم، ولكن الأهم من ذلك، جذب أصدقاء العائلة داخل الشركة.
يلتقي كارني وهانت بالمقامر الكبير رون ليفين (كيفن سبيسي) في قصره وهو يصرخ في وجه مصور فوتوغرافي مستقل - اذهب واحصل على لقطة مقرّبة لقاعة المحكمة لجون ديلوريان بينما يتم إعلان الحكم، وذلك ليمكنه إعادة بيع الصورة إلى إحدى الصحف الشعبية.
ينجح الثنائي "كارني-هانت" في اجتذاب أموال مودعين بدون أي استثمار لهذه الأموال، وعندما تتعقد الأمور ويكتشف الثنائي خداع رون يقوم الحارس الشخصي لهانت، تيم بيتمان (بوكيم وودبين)، بإطلاق الرصاص على رون ليسقط قتيلاً.
تنتهي الأحداث بالقبض على هانت ويصبح كارني هو الشاهد على جرائم هانت ويدخل في برنامج حماية الشهود عام 1987 بينما يحكم على هانت بالسجن مدى الحياة.

## إنتاج الفيلم
أكدت صحيفة هوليوود ريبورتر، في مايو 2010، أن جيمس كوكس سيخرج فيلم الإثارة والجريمة "نادي الملياردير للبنين"، القصة الحقيقية لمجموعة من المراهقين الصغار الأثرياء في لوس أنجلوس خلال أوائل الثمانينيات الذين بدأوا "نادي الملياردير للبنين" لتفعيل مخطط بونزي. كتب كوكس السيناريو في غضون أربعة أشهر بعد إجراء بحث حصري للأحداث مع شقيقه ستيفن، الذي قضى أربعة أشهر أخرى أضافية. جمع كوكس مواد السيناريو من وثائق المحكمة والنصوص الشفوية والمقالات المنشورة.
انضم أنسل إلغورت وتارون إجيرتون إلى فريق التمثيل، في 29 أكتوبر 2015، وفي نوفمبر 2015، وقع كيفن سبيسي للعب دور رون ليفين، وانضمت إيما روبرتس إلى فريق التمثيل لتمثل دور سيدني، حبيبة هانت، وسوكي ووترهاوس للعب دور كوينتانا، حبيبة كارني.
ذكرت مجلة فرايتي، في ديسمبر 2015، أن جود نيلسون سيلعب دور رايان هانت، والد جو. وفي نفس الشهر، وقع رايان روتمان على تصوير سكوت بيلتمور، أحد التوأمين الوسيمين اللذين تبناهما مالك مايبيلين، الذي استثمر لأول مرة في النادي وانضم توماس كوككيريل إلى الفيلم. انضم كل من بوكيم وودبين وبيلي لورد وجيريمي إيرفين أيضًا إلى طاقم الفيلم، حيث لعب إيرفين دور كايل بيلتمور، أحد أعضاء نادي الملياردير للبنين، ولورد دور روزانا، وودباين لدور حارس النادي الليلي. بدأ التصوير الرئيسي في نيو أورلينز في 7 ديسمبر 2015. وانتهى الفيلم في 25 يناير 2016، مع إعادة تصوير بعض المشاهد في نوفمبر من نفس العام.

## اصدار الفيلم
على الرغم من مزاعم سوء السلوك الجنسي ضد كيفن سبيسي في أكتوبر 2017، ذكرت شركة فيرتيكال للترفيه أنها ستمضي قدمًا في إصدار الفيلم، وقالت: "نحن لا نتغاضى عن التحرش الجنسي على أي مستوى وندعم بشكل كامل ضحاياه. في الوقت نفسه، هذا ليس قرارًا سهلاً أو غير حساس لإصدار هذا الفيلم في دور العرض، لكننا نؤمن بإعطاء الممثلين، بالإضافة إلى مئات من أفراد الطاقم الذين عملوا بجد على الفيلم، فرصة لرؤية عملهم النهائي يصل إلى الجماهير."

## استقبال الفيلم
حقق الفيلم ما مجموعه 2.7 مليون دولار و 1349 دولارًا في أمريكا الشمالية، مقابل ميزانية إنتاج قدرها 15 مليون دولار. في يوم افتتاحه في الولايات المتحدة، حصل الفيلم على 126 دولارًا من عشرة مسارح، وهو أسوأ افتتاح لفيلم من بطولة كيفن سبيسي. أشار موقع "ذا راب" إلى أن المسارح العشرة التي عُرض فيها الفيلم كانت تقع في الغالب في مناطق لا تعتبر أسواقًا رئيسية، وأن بعض المسارح التي تعرض الفيلم حددت عروضها في أوقات خارج أوقات الذروة، مثل وقت مبكر من الصباح أو في وقت متأخر من الليل. انتهى إجمالي عطلة نهاية الأسبوع بمبلغ 618 دولارًا، مع أحد عشر داراً للعرض.
منح موقع "الطماطم الفاسدة" الفيلم تقييماً مقداره 7% بناءاً على آراء 15 ناقداً سينمائياً، بينما منح موقع "ميتاكريتيك" الفيلم تقييماً مقداره 30% بناءاً على آراء 5 نقاد.
قال ميك لاسال من صحيفة سان فرانسيسكو كرونيكل إنه ليس لديه شك في أن "سبيسي جيد جدًا في لعب الرجل السيئ"، وأنه على الرغم من أنه في دور داعم فقط "يهيمن على كل لحظة من كل مشهد يظهر فيه". لم يكن لاسال مقتنعًا بفكرة أن هانت اتخذ "قرارات سيئة يشارك فيها الآلاف (والتي) أدت إلى المزيد من القرارات السيئة" ولكن بالأحرى "كانت العاصفة من صنعه" ويختتم بأن "حياته تنكشف، وكذلك الفيلم". كتب إريك كون من "إندي واير" أن الفيلم "ينخرط بشكل متقطع كفيلم من الدرجة الثانية" ولكنه "لا يجد نغمة مرضية."
فاز الفيلم بجائزة " باري ل. بومستيد" ضمن جوائز جولدن راسبيري لعام 2019.

## وصلات خارجية
https://elcinema.com/work/2049935 نادي الملياردير للبنين (فلم)
https://www.imdb.com/title/tt5179598/ نادي الملياردير للبنين (فلم)
https://www.filmaffinity.com/us/film852620.html نادي الملياردير للبنين (فلم)
https://letterboxd.com/film/billionaire-boys-club-2018/ نادي الملياردير للبنين (فلم)
https://www.allmovie.com/movie/billionaire-boys-club-v672405 نادي الملياردير للبنين (فلم)
https://www.themoviedb.org/movie/385360-billionaire-boys-club نادي الملياردير للبنين (فلم)